# Obiettivo Burma!
Obiettivo Burma! (Objective, Burma!) è un film di guerra statunitense del 1945, diretto dal regista Raoul Walsh e con Errol Flynn come interprete principale.

## Trama
Il capitano dell'esercito degli Stati Uniti Nelson deve guidare una pattuglia di paracadutisti guastatori attraverso la giungla birmana dopo aver sabotato una postazione radio giapponese, così da permettere al grosso dell'esercito l'invasione della Birmania.

## Produzione
Le scene d'azione sono state girate in California.

## Accoglienza
Secondo la critica è stato uno dei migliori film sulla seconda guerra mondiale e Errol Flynn lo ha riconosciuto come "uno dei pochi film di cui vado fiero".